# 拉特雷耶峰
46°35′45″N 7°46′09″E / 46.5959°N 7.7691°E

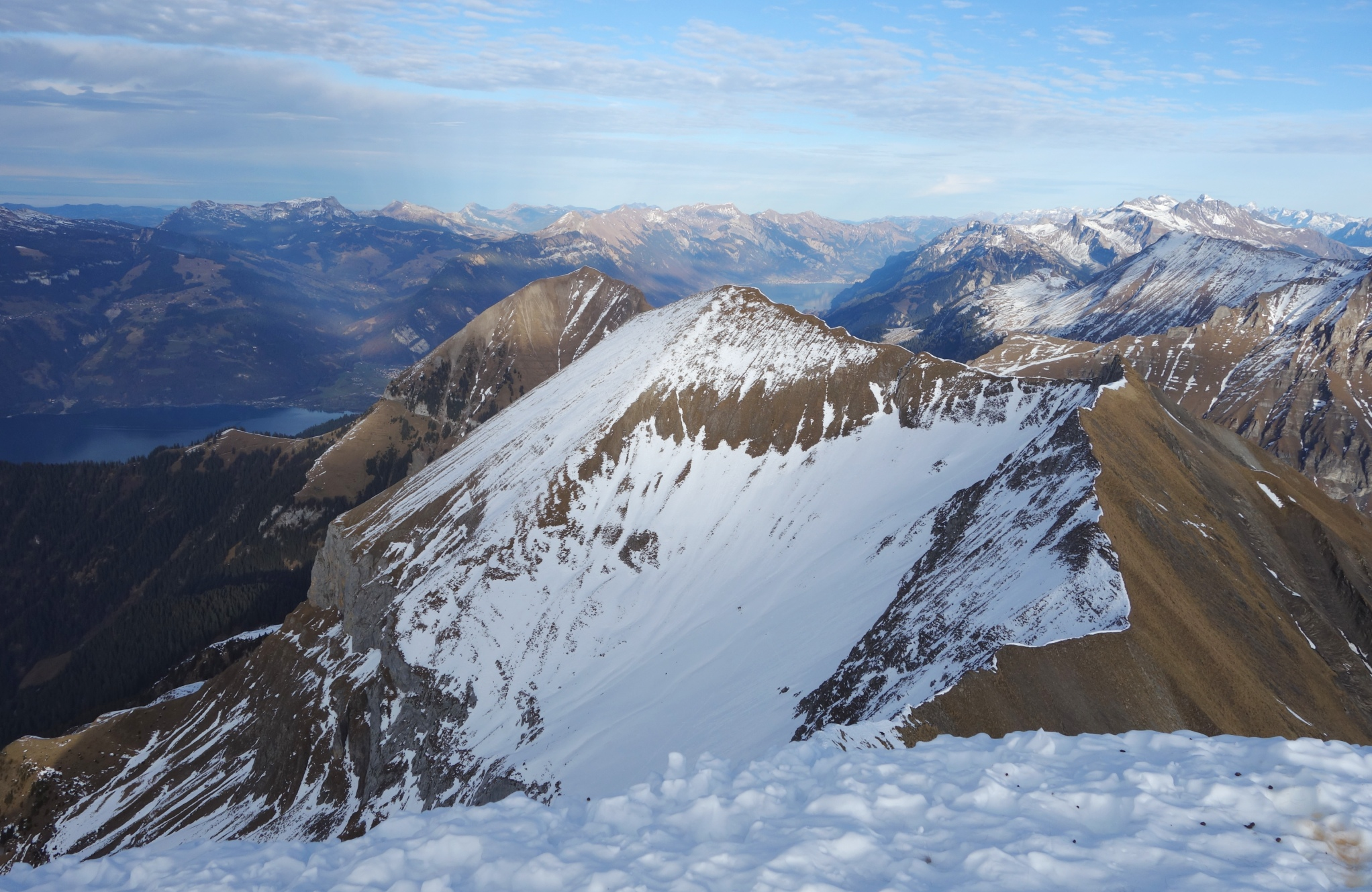

拉特雷耶峰（Latrejespitz），是瑞士的山峰，位於該國中部，由伯恩州負責管轄，屬於伯訥前阿爾卑斯山脈的一部分，海拔高度2,436米，每年平均降雨量1,703毫米。